# Nicola Clase
Nicola Jane Forbes Clase, född 8 juni 1965 i Älvsborgs församling i Göteborg, är en svensk diplomat, som sedan 2024 är Sveriges FN-ambassadör.

## Biografi
Clase är fellow från Harvard. Hon har tjänstgjort på Utrikesdepartementet sedan 1991, bland annat i London och som minister på ambassaden i Köpenhamn. Efter riksdagsvalet 2006 och till 2008 var hon statssekreterare hos Fredrik Reinfeldt på Statsrådsberedningen med ansvar för utrikes- och EU-frågor. 
Mellan 2010 och 2016 var hon ambassadör vid Sveriges ambassad i London. Åren 2016–2020 var hon Utrikesdepartementets samordnare för migrations- och flyktingfrågor. Hon var därefter 2020–2024 Sveriges ambassadör i Finland. Sedan 2024 är hon Sveriges FN-ambassadör.
Hon är gift och har två barn.

### BBC-produktioner
BBC World Service bad henne 2016 att göra ett program om det politiska spelet i Eurovision Song Contest. Radioprogrammet ”The Swedish Ambassador’s Guide to Eurovision” blev en omedelbar succé och nominerades till Association for International Broadcasting Awards för "Best current affairs documentary". Under 2018 följde BBC World Service upp succén med "The Swedish Ambassador's Guide to Britain" som hade fokus på den brittiska identiteten.

## Utmärkelser
- H.M. Konungens medalj av guld i 12:e storleken med serafimerordens band[10] (2025)

- Storkorset av Finlands Lejons orden[2]

[Redigera Wikidata]